# 볼티모어 아프로-아메리칸

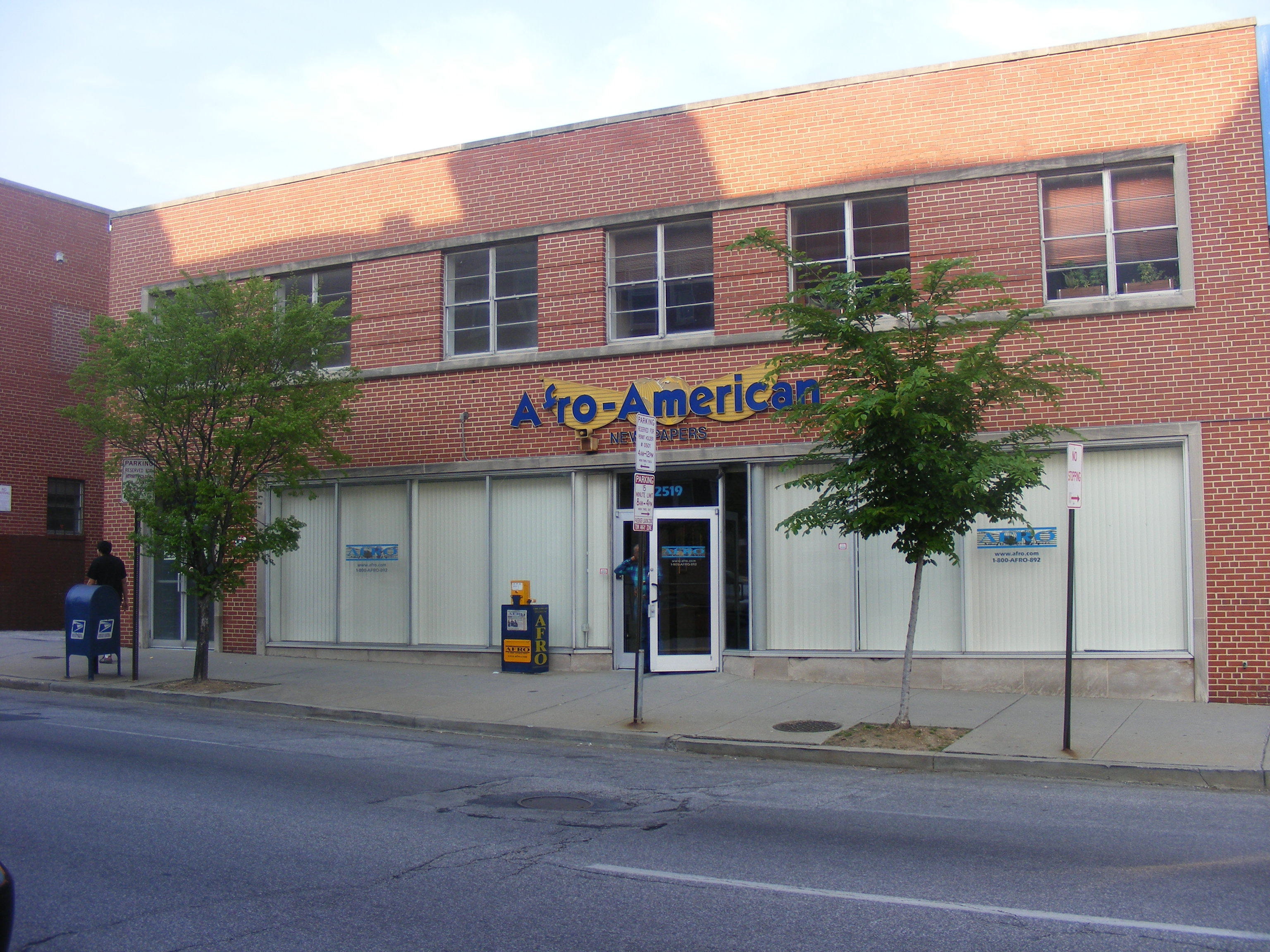
볼티모어 아프로-아메리칸의 본사 건물.

볼티모어 아프로-아메리칸(The Baltimore Afro-American은 미국 메릴랜드주 볼티모어에서 발행되는 주간 신문으로, 줄여서 더 아프로(The Afro)라고도 부른다. 1892년 창간되었다.